# W.G. Grace
William Gilbert "WG" Grace (ur. 18 lipca 1848, zm. 23 października 1915 w Mettingham) – angielski krykiecista.

## Życiorys
Przyczynił się do popularyzacji krykieta oraz rozwoju większości współcześnie używanych technik odbijania.
We wszystkich publikacjach jest opisywany jedynie inicjałami "WG", ale zyskał w życiu wiele innych pseudonimów: rodzina nazywała go "Gilly", pod koniec kariery nazywano go też The doctor (ang. Doktor) i The Old Man (Staruszek), a także The Great Cricketer (Wielki krykiecista). Znany historyk krykieta Peter Wynne-Thomas w książce The Hamlyn A - Z of Cricket Records napisał o nim, iż "nawet teraz, 67 lat po śmierci, jest prawdopodobnie najbardziej rozpoznawalnym sportowcem w Anglii i z pewnością przewyższa wszystkich sobie współczesnych w krykiecie, a co więcej, w każdym innym sporcie. Niewątpliwie jest największym z krykiecistów."
Podczas trwającej 44 lata kariery jego średnia odbicia na poziomie pierwszoklasowym wynosiła 39.45, ale uległa znacznemu obniżeniu w ostatnich latach gry Grace'a, gdy miał już ponad pięćdziesiąt lat. U szczytu kariery w latach 70. XIX wieku jego średnia utrzymywała się na poziomie pomiędzy 60 a 70, a były to czasy, w których kiepsko utrzymane pitche sprawiały, iż wyniki były niższe niż we współczesnym krykiecie. Na szczeblu pierwszoklasowym uzyskał 2809 wicketów przy doskonałej średniej rzutu 18.14. Zagrał też w dziewięciu meczach testowych przeciwko Australii, ale był już wówczas za stary, by zaprezentować szczytowe możliwości.
Był z zawodu lekarzem i przez całą karierę grał jako nominalny amator.